# Mindaugas Lošys
Mindaugas Lošys (* 1939) ist ein litauischer Jurist, Rechtsanwalt, ehemaliger Richter und Vorsitzender am Obersten Gericht Litauens.

## Leben
In Sowjetlitauen  absolvierte Lošys das Diplomstudium der Rechtswissenschaft an der Universität Vilnius. Er war in verschiedenen Justiz- und Strafverfolgungsbehörden tätig. Bis 1973 war er Mitglied des Obersten Gerichtshofs. Zu dieser Zeit gab es Mobbing wegen der sozialen Herkunft und er musste sein Amt verlassen. Ab 1974 arbeitete er als Rechtsanwalt. Bis 1990 war er Mitglied des Präsidiums der Anwaltskollegiums Litauens und leitete als Vorsitzender die methodische Kommission des litauischen Anwaltskollegiums.
Von 1990 bis  1992 bekleidete er das Amt eines Richters und Mitglieds im Präsidium am Obersten Gerichtshof Litauens sowie des Präsidenten dieses Gerichtshofes. Lošys organisierte ein neues litauisches Oberstes Gericht. 1994 gab er als Leiter des Obersten Gerichtshofs die Anweisungen an den litauischen Minister für Innere Angelegenheiten bezüglich der Vollstreckung des Todesurteils.
Ab 1995 war Lošys wieder als Anwalt tätig. Er registrierte eigene Rechtsanwaltskanzlei in Vilnius.
Lošys ist Beauftragter der Gemeinde Tarandė, Vilnius.